# Tomas Katkus
Tomas Katkus (* 17. Januar 1987 in Telšiai) ist ein litauischer linker Politiker und Bürgermeister der Rajongemeinde Telšiai.

## Leben
Nach dem Abitur 2006 an der Mittelschule  absolvierte Tomas Katkus von 2006 bis 2010 das Bachelorstudium Bauingenieurwesen an der Vilniaus Gedimino technikos universitetas in der litauischen Hauptstadt Vilnius. Von 2010 bis 2012 arbeitete er im Bauunternehmen UAB „Telšių keliai“ und von 2011 bis 2012 bei
UAB „Nova“ als Arbeitsleiter. Von 2012 bis 2017 war er Oberspezialist der Abteilung  Telšiai der Bauaufsichtsbehörde und von 2017 bis 2020 Kommerzdirektor im Unternehmen UAB „Intega“.  Von 2020 bis 2023 leitete er als Direktor die Verwaltung der Rajongemeinde Telšiai. Seit April 2023 ist er Bürgermeister.
Er ist Mitglied der  Lietuvos socialdemokratų partija.